# Lucas Pratto
Lucas David Pratto (La Plata, 4 juni 1988) is een Argentijns voetballer die doorgaans centraal in de aanval speelt. Hij verruilde São Paulo in januari 2018 voor River Plate. In januari 2021 werd hij voor een half seizoen gehuurd door Feyenoord. Op 10 januari 2021 maakte Pratto zijn competitiedebuut voor Feyenoord in de met 0–2 gewonnen uitwedstrijd tegen stadgenoot Sparta Rotterdam. In de met 0–3 verloren thuiswedstrijd tegen Ajax viel Pratto na 79 minuten in. In de blessuretijd brak hij in een duel met Davy Klaassen zijn voet en daarmee eindigde zijn seizoen abrupt. Pratto debuteerde in 2016 in het Argentijns voetbalelftal. Op 20 juli 2021 werd met wederzijdse goedkeuring het contract tussen Pratto en River Plate ontbonden. In augustus 2021 tekende Pratto een tweejarig contract bij Vélez Sarsfield. Hjerna speelde hij voor Defensa y Justicia en in Paraguay bij Club Olimpia Asunción.
Pratto was tijdens de CONMEBOL Libertadores van 2011 met zes doelpunten topscorer van zijn team.

## Erelijst
Als speler
 Universidad Católica
- Primera División: 2010

 Vélez Sarsfield
- Primera División: 2012 Torneo Inicial
- Copa Campeonato: 2013
- Supercopa Argentina: 2013

 Atlético Mineiro
- Campeonato Mineiro: 2015

 River Plate
- Supercopa Argentina: 2017
- Copa Argentina: 2019
- CONMEBOL Libertadores: 2018
- CONMEBOL Recopa: 2019

Individueel
- Buitenlands Voetballer van het Jaar in Chili: 2011
- Vélez Sarsfield Speler van het Jaar: 2013, 2014
- Primera División de Argentina topscorer: 2014
- Argentijns Voetballer van het Jaar: 2014
- Campeonato Mineiro Beste Speler: 2015
- Campeonaro Mineiro Team van het Jaar: 2015
- Campeonato Mineiro Mooiste Doelpunt: 2015
- Bola de Prata: 2015
- Campeonato Brasileiro Série A Beste Buitenlandse Speler: 2015